# Grammy Award para Melhor Performance Solo de Pop
O Grammy Award para Melhor Performance Solo de Pop (no original em inglês: Grammy Award for Best Pop Solo Performance) é apresentado pela Academia Nacional de Artes e Ciências de Gravação dos Estados Unidos, entregue para uma gravação de música pop de performance solo (vocal e instrumental) e é limitado apenas a singles ou faixas. A categoria está presente no Grammy Awards desde a 54.ª cerimônia e combinou as categorias anteriores de Melhor Perfomance Vocal de Pop Feminino, Melhor Perfomance Vocal de Pop Masculino e Melhor Performance Instrumental de Pop. A reestruturação dessas categorias resultou do desejo da Academia de Gravação de diminuir a lista de categorias e prêmios e eliminar as distinções entre performances masculinas e femininas (e em alguns casos, instrumentais solo). O prêmio vai para o intérprete. O produtor, engenheiro e compositor pode solicitar um Certificado de Vencedor (Winner Certificate).
Adele se tornou a vencedora inaugural e até o presente momento acumula o maior número de vitórias (4), além de ser a única artista que venceu nesta categoria por anos consecutivos. Por outro lado, Billie Eilish e Taylor Swift detém o maior número de nomeações, com cinco indicações cada.

## Vencedores e indicados
Nas tabelas a seguir, os anos são listados como o de realização da cerimônia de entrega do prêmio.

### Década de 2010
| Ano  | Vencedor(a)       | Trabalho                                    | Indicados | Ref.   |
| ---- | ----------------- | ------------------------------------------- | --- | ------ |
| 2012 | Adele             | "Someone Like You"                          | - Lady Gaga – "You and I" - Bruno Mars – "Grenade" - Katy Perry – "Firework" - Pink – "Fuckin' Perfect"                                                  | [ 3 ]  |

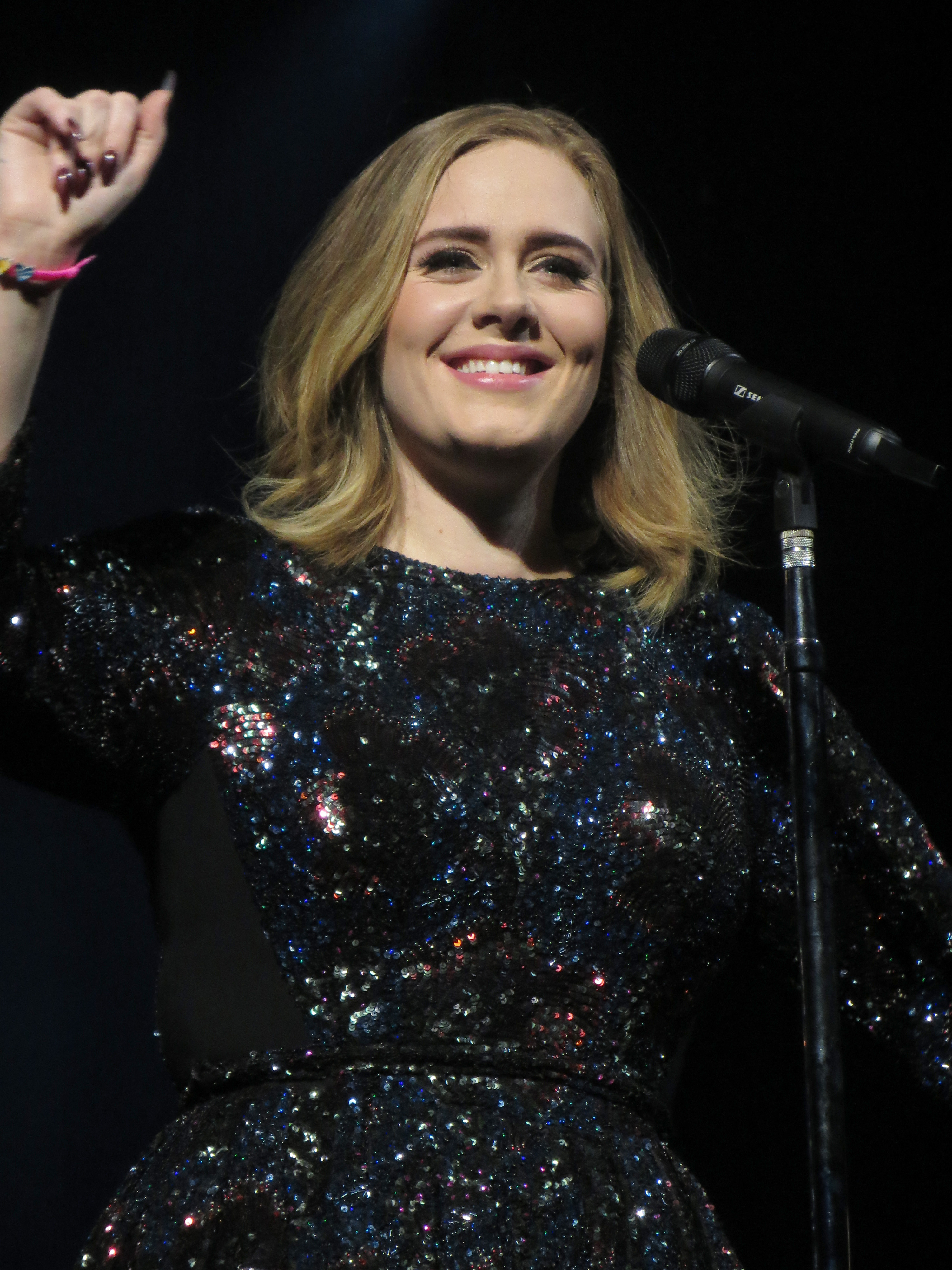
Adele, vencedora inaugural. A artista coleciona o maior número de vitórias nesta categoria, sendo quatro ao todo: por "Someone Like You" em 2012, pela versão ao vivo de "Set Fire to the Rain" em 2013, por "Hello" em 2017 (pela qual também levou os prêmios de Canção do Ano e Gravação do Ano) e por "Easy on Me" em 2023.

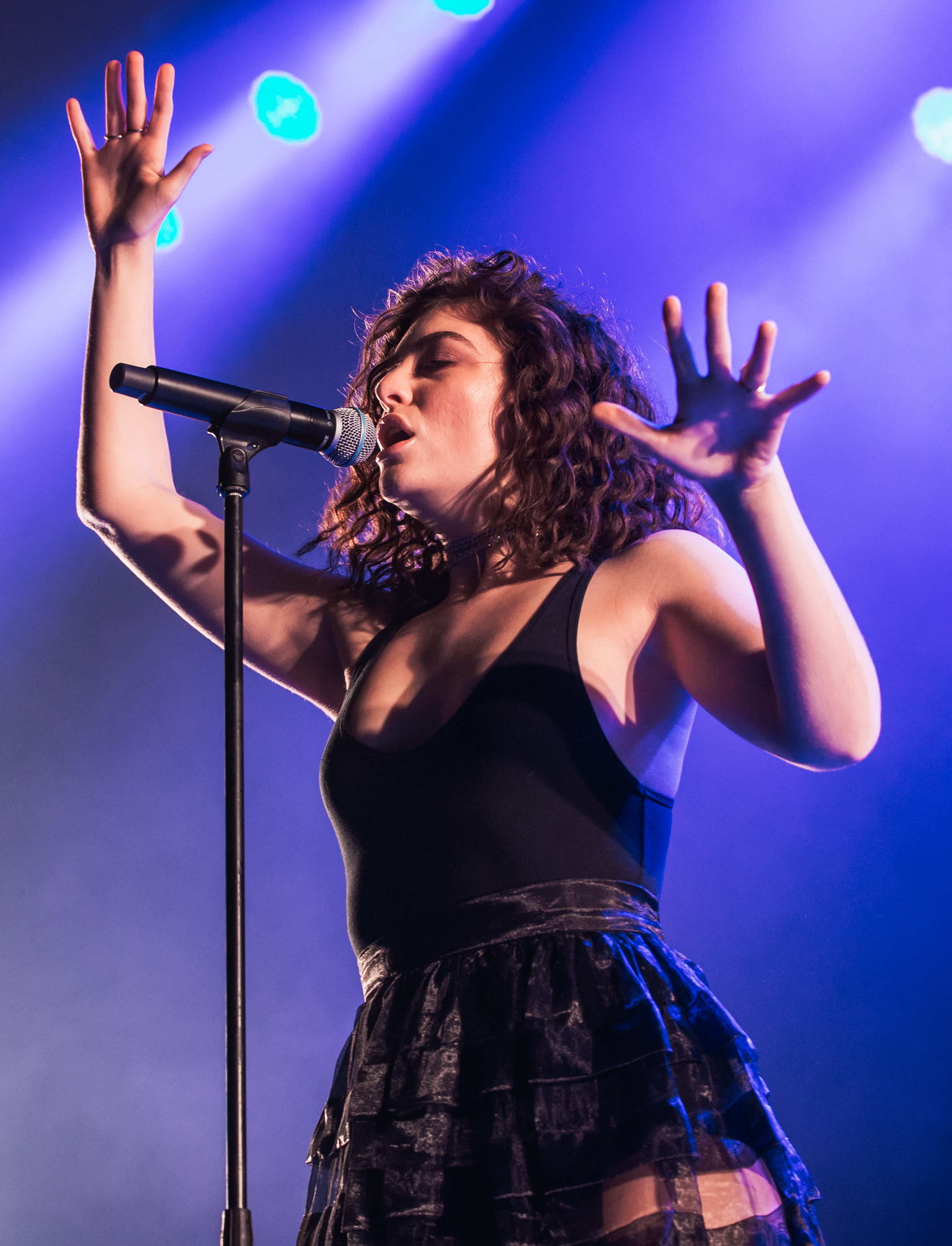
"Royals", de Lorde, vencedora de 2014, também ganhou o prêmio de Canção do Ano.

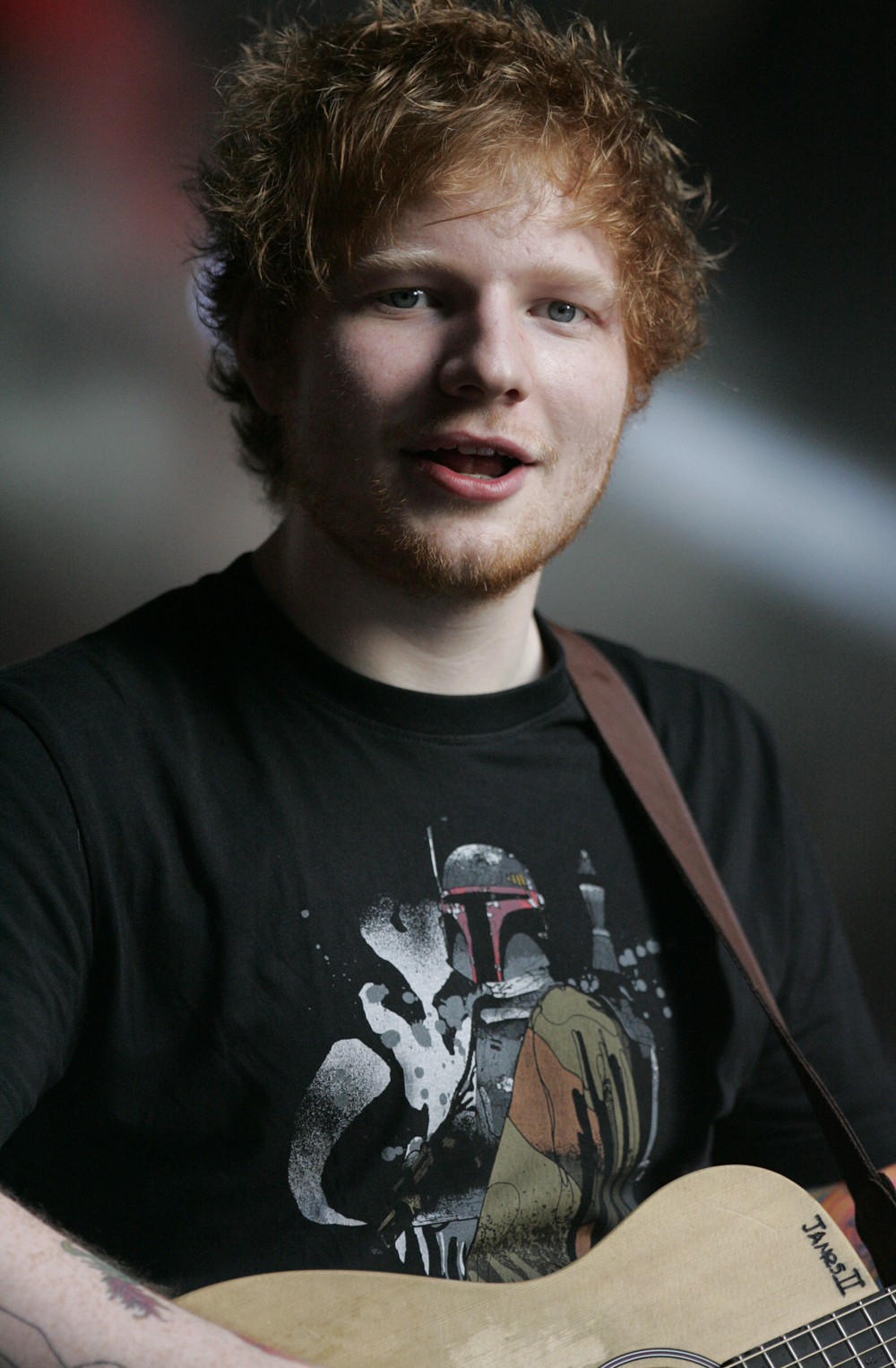
Ed Sheeran venceu esta categoria duas vezes: por "Thinking Out Loud" em 2016 (pela qual também levou o prêmio de Canção do Ano) e por "Shape of You" em 2018.

| 2013 | Adele             | "Set Fire to the Rain (Live)"               | - Kelly Clarkson – "Stronger (What Doesn't Kill You)" - Carly Rae Jepsen – "Call Me Maybe" - Katy Perry – "Wide Awake" - Rihanna – "Where Have You Been" | [ 4 ]  |
| 2014 | Lorde             | "Royals"                                    | - Sara Bareilles – "Brave" - Bruno Mars – "When I Was Your Man" - Katy Perry – "Roar" - Justin Timberlake – "Mirrors"                                    | [ 5 ]  |
| 2015 | Pharrell Williams | "Happy (Live)"                              | - John Legend – "All of Me (Live)" - Sia – "Chandelier" - Sam Smith – "Stay with Me (Darkchild version)" - Taylor Swift – "Shake It Off"                 | [ 6 ]  |
| 2016 | Ed Sheeran        | "Thinking Out Loud"                         | - Kelly Clarkson – "Heartbeat Song" - Ellie Goulding – "Love Me Like You Do" - Taylor Swift – "Blank Space" - The Weeknd – "Can't Feel My Face"          | [ 7 ]  |
| 2017 | Adele             | "Hello"                                     | - Beyoncé – "Hold Up" - Justin Bieber – "Love Yourself" - Kelly Clarkson – "Piece by Piece (Idol version)" - Ariana Grande – "Dangerous Woman"           | [ 8 ]  |
| 2018 | Ed Sheeran        | "Shape of You"                              | - Kelly Clarkson – "Love So Soft" - Kesha – "Praying" - Lady Gaga – "Million Reasons" - Pink – "What About Us"                                           | [ 9 ]  |
| 2019 | Lady Gaga         | "Joanne (Where Do You Think You're Goin'?)" | - Beck – "Colors" - Camila Cabello – "Havana (Live)" - Ariana Grande – "God Is a Woman" - Post Malone – "Better Now"                                     | [ 10 ] |

### Década de 2020
| Ano  | Vencedor(a)       | Trabalho           | Indicados | Ref.   |
| ---- | ----------------- | ------------------ | --- | ------ |

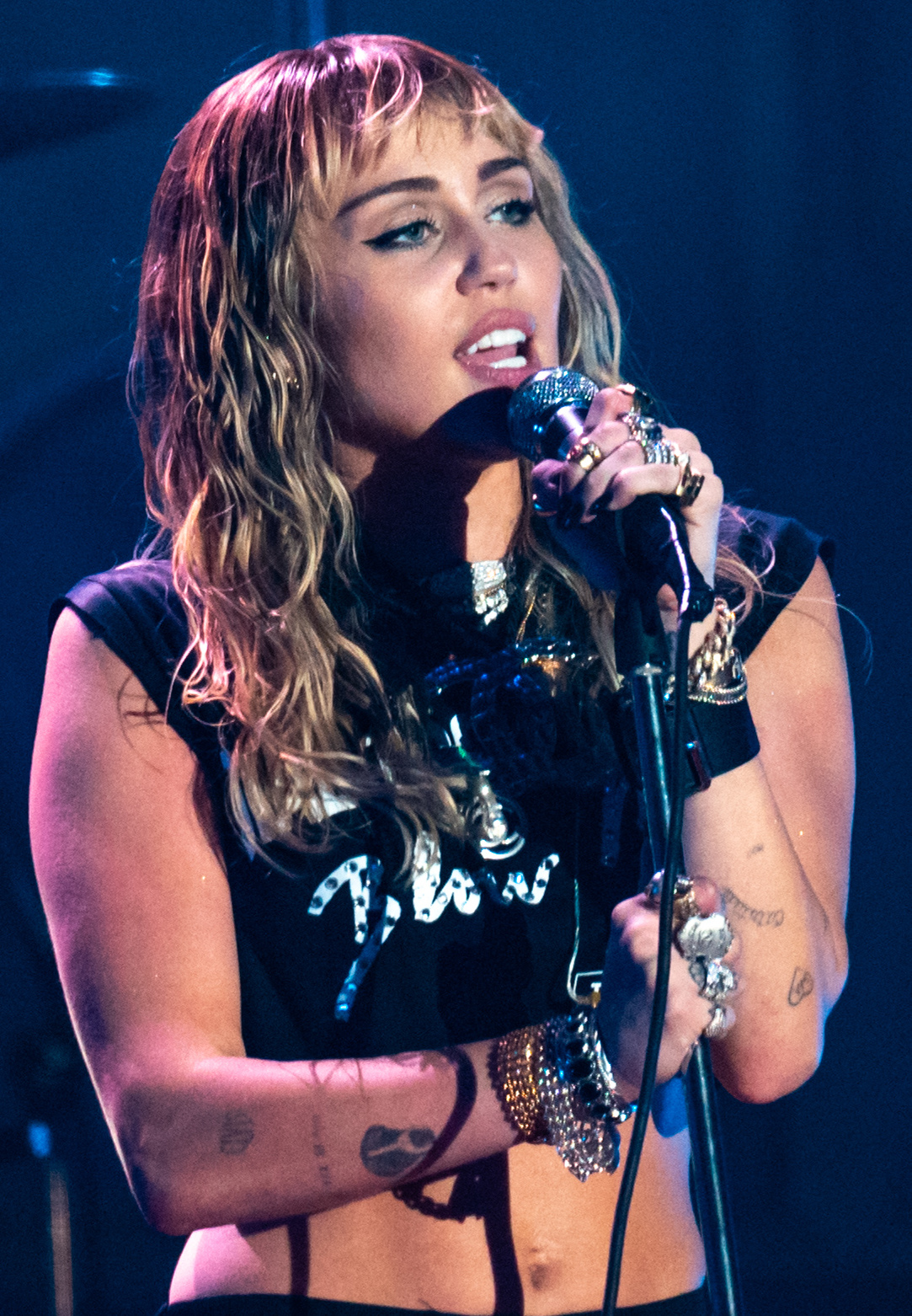
"Flowers", de Miley Cyrus, vencedora de 2024, também ganhou o prêmio de Gravação do Ano.

| 2020 | Lizzo             | "Truth Hurts"      | - Beyoncé – "Spirit" - Billie Eilish – "Bad Guy" - Ariana Grande – "7 Rings" - Taylor Swift – "You Need to Calm Down"                              | [ 11 ] |
| 2021 | Harry Styles      | "Watermelon Sugar" | - Justin Bieber – "Yummy" - Doja Cat – "Say So" - Billie Eilish – "Everything I Wanted" - Dua Lipa – "Don't Start Now" - Taylor Swift – "Cardigan" | [ 12 ] |
| 2022 | Olivia Rodrigo    | "Drivers License"  | - Justin Bieber – "Anyone" - Brandi Carlile – "Right on Time" - Billie Eilish – "Happier Than Ever" - Ariana Grande – "Positions"                  | [ 13 ] |
| 2023 | Adele             | "Easy on Me"       | - Bad Bunny – "Moscow Mule" - Doja Cat – "Woman" - Steve Lacy – "Bad Habit" - Lizzo – "About Damn Time" - Harry Styles – "As It Was"               | [ 14 ] |
| 2024 | Miley Cyrus       | "Flowers"          | - Doja Cat – "Paint the Town Red" - Billie Eilish – "What Was I Made For?" - Olivia Rodrigo – "Vampire" - Taylor Swift – "Anti-Hero"               | [ 15 ] |
| 2025 | Sabrina Carpenter | "Espresso"         | - Beyoncé – "Bodyguard" - Charli xcx – "Apple" - Billie Eilish – "Birds of a Feather" - Chappell Roan – "Good Luck, Babe!"                         | [ 16 ] |

## Artistas com vários prêmios
Os seguintes artistas conquistaram duas ou mais vezes o Grammy de Melhor Performance Solo de Pop:
| Vitórias | Artistas   |
| -------- | ---------- |
| 4        | Adele      |
| 2        | Ed Sheeran |

## Artistas com várias indicações
Os seguintes artistas receberam duas ou mais indicações ao Grammy de Melhor Performance Solo de Pop:
| Indicações | Artistas       |
| ---------- | -------------- |
| 5          | Billie Eilish  |
| 5          | Taylor Swift   |
| 4          | Adele          |
| 4          | Ariana Grande  |
| 4          | Kelly Clarkson |
| 3          | Beyoncé        |
| 3          | Doja Cat       |
| 3          | Justin Bieber  |
| 3          | Katy Perry     |
| 3          | Lady Gaga      |
| 2          | Bruno Mars     |
| 2          | Ed Sheeran     |
| 2          | Harry Styles   |
| 2          | Lizzo          |
| 2          | Olivia Rodrigo |
| 2          | Pink           |